# Mantisalca
Mantisalca là một chi thực vật có hoa trong họ Cúc (Asteraceae).

## Loài
Chi Mantisalca gồm các loài:
- Mantisalca amberboides
- Mantisalca cabezudoi
- Mantisalca delestrei
- Mantisalca duriaei
- Mantisalca salmantica